# The Rocky Horror Show
The Rocky Horror Show is een musical met muziek en tekst van Richard O'Brien. De wereldpremière vond plaats op 19 juni 1973 in Theatre Upstairs in Londen.
De eerste Nederlandse productie ging op 18 maart 1976 in première in Cinema Royal in Amsterdam. De vertaling werd toen gedaan door Hugo Heinen en René Solleveld.
De tweede Nederlandse productie ging op 30 juli 2021 in première in de Stadsschouwburg Amsterdam. De vertaling was toen van de hand van Jeremy Baker.

## Verhaal
Autopech en noodweer dwingen de naïeve verloofden Brad en Janet ertoe hun intrek te nemen in het kasteel van de biseksuele travestiet Frank-N-Furter.
De excentrieke gastheer blijkt, naar evenbeeld van dokter Frankenstein, in een laboratorium bezig te zijn met de schepping van de perfecte man, Rocky Horror. Wanneer het Frank-N-Furter is gelukt om Rocky tot leven te wekken, mogen ook Brad en Janet rekenen op een speciale aandacht.

## Originele Londense en Broadwaycast
| Rol            | Londen (1973)                    | Broadway (1975) |
| -------------- | -------------------------------- | --------------- |
| Frank-N-Furter | Tim Curry                        | Tim Curry       |
| Janet Weiss    | Julie Covington/Belinda Sinclair | Abigale Haness  |
| Brad Majors    | Christopher Malcolm              | Bill Miller     |
| Riff Raff      | Richard O'Brien                  | Richard O'Brien |
| Magenta        | Patricia Quinn                   | Jamie Donnelly  |
| Rocky Horror   | Rayner Bourton                   | Kim Milford     |

## Nederlandse cast
| Rol            | Cast (1976)       | Cast (2021)                   |
| -------------- | ----------------- | ----------------------------- |
| Frank-N-Furter | Hugo Metsers      | Sven Ratzke                   |
| Janet Weiss    | Trudy de Jong     | Esmée Dekker                  |
| Brad Majors    | Derek de Lint     | Samir Hassan                  |
| Riff Raff      | Hans Beijer       | Raymond Kurvers               |
| Magenta        | Moniek Toebosch   | Ellen Pieters                 |
| Rocky Horror   | Peter van de Wouw | Yoran de Bont & Ferry Doedens |

'14-'18 · '40-'45 (België) · '40-'45 (Nederland) · De 3 Biggetjes · 3 Musketiers · Aida · Alice in Wonderland · A xXxmas Carola · Anatevka · Assepoester · Belle en het Beest · Billie Holiday · Bloedbroeders · The Bodyguard · Cabaret · Camelot · Cats · Chicago · Ciske de Rat · Cyrano de Bergerac · De Schone van Boskoop · Daens · Dirty Dancing · Doe Maar! · Domino · Doornroosje · Dracula · Drood · Elisabeth · Evita · Fame · De Finale · Flashdance · Foxtrot · Goodbye, Norma Jeane · Grease · Hair · High School Musical · De Jantjes · Jekyll & Hyde · Jersey Boys · Jesus Christ Superstar · Kadanza · De kleine zeemeermin · Koning van Katoren · Kruimeltje · Kuifje: De Zonnetempel · Kunt u mij de weg naar Hamelen vertellen, mijnheer? · The Last Five Years · Lelies · The Lion King · The Little Mermaid · Love Story · Lover of Loser · Mamma Mia! · De man van La Mancha · Mary Poppins · Les Misérables · Miss Saigon · Muerto! · De Muze van Rubens · My Fair Lady · On Your Feet! · Op hoop van Zegen · Oorlogswinter · The Passion · Pauline & Paulette · The Phantom of the Opera · Pinokkio · Red Star Line · Rembrandt · Robin Hood · Romeo en Julia, van Haat tot Liefde · De Rozenoorlog · Shhh...it happens! · Shrek · Soldaat van Oranje · Spring Awakening · De sprookjesmusical Klaas Vaak · Sneeuwwitje · The Sound of Music · Tarzan · Titanic · Turks fruit · Urinetown · De Vliegende Hollander · Wat Zien Ik?! · Wicked · The Wild Party · The Wiz · Wickie de viking de musical
    Portaal Musical